# Veenpriemkever
De veenpriemkever (Bembidion bruxellense) is een keversoort uit de familie van de loopkevers (Carabidae). De wetenschappelijke naam van de soort werd in 1835 gepubliceerd door Constantin Wesmael.